# Venda casada
A venda casada é caracterizada quando um consumidor, ao adquirir um produto, leva conjuntamente outro seja da mesma espécie ou não. O intuito da venda casada pode ser visualizado quando o fornecedor de produtos ou serviços condiciona que o consumidor só pode adquirir o primeiro se adquirir o segundo. 
A prática é expressamente proibida, no Brasil, pelo Código de Defesa do Consumidor (art. 39, I), constituindo infração da ordem econômica (art. 36º, §3º,  XVIII, da Lei n.º 12.529/2011). 
Um exemplo muito comum é vivido por brasileiros ao tentar obter empréstimos em bancos. Os bancos costumam realizar um empréstimo se o cliente contratar um seguro, ou outros serviços do banco. 
Também se questiona se a venda de computadores juntamente com o sistema operacional e outros softwares acessórios seja venda casada. É bastante comum que computadores venham de fábrica com o sistema operacional Microsoft Windows pré-instalado, adicionando seu preço ao preço do produto final. Mesmo que o sistema operacional seja fundamental para a utilização de um computador, a prática é questionável devido à possibilidade de se comprar um sistema operacional diferente separadamente, como RHEL ou Suse, ou até mesmo adquirir o próprio Windows de outras formas possivelmente mais vantajosas para o consumidor final (utilizando uma cópia que o consumidor já possui, adquirindo o sistema gratuitamente através de parcerias com instituições de ensino ou comprando uma versão mais barata do que a vendida em conjunto com o computador), além da existência de sistemas operacionais gratuitos, como por exemplo os baseados em GNU/Linux (e.g. Ubuntu, Fedora, Arch Linux etc.), que possibilitam o pleno funcionamento do computador sem incorrer no custo adicional de um sistema operacional caro como o Windows. Neste cenário, o Windows não passa de um item supérfluo que pode ser adquirido separadamente.
A consumação mínima é um caso clássico de venda casada, pois o consumidor não pode ser obrigado a consumir aquilo que ele não deseja. O Superior Tribunal de Justiça do Brasil decidiu que uma rede de cinemas não pode impedir a entrada de alimentos, pois se configura a venda casada quando a pessoa se vê obrigada a comprar a pipoca (muito mais cara) dentro do cinema, quando ela pode comprá-la fora do cinema e levá-la consigo para assistir o filme (REsp 744602 / RJ de 1 de Março de 2007, STJ).